# Hermes Volley Oostende
Hermes Volley Oostende är en volleybollklubb från Oostende, Belgien. Klubben grundades 1955 med en herrsektion, medan damsektion tillkom 1963. Genom åren har damsektionen varit den mest framgångsrika, både i klubben och i Belgien. De har blivit belgiska mästare tretton gånger (1970–1980, 1982/1983, 1984/1985 och 1986/1987) och vunnit belgiska cupen sju gånger (1970/1971, 1971/1972, 1976/1977, 1981/1982, 1982/1983, 2018/2019 och 2019/2020).